# توفيق منصور
توفيق منصور هو عالم رياضيات إسرائيلي يعمل في مجال التوافقيات الجبرية. وهو عضو في الطائفة الدرزية وهو أول درزي إسرائيلي يصبح عالم رياضيات محترفًا.
حصل على درجة الدكتوراه في الرياضيات من جامعة حيفا عام 2001 تحت إشراف أليك فاينشتاين. اعتبارًا من عام 2007، أصبح أستاذًا للرياضيات في جامعة حيفا. شغل منصب رئيس القسم من عام 2015 إلى عام 2017. كان عضوًا في هيئة التدريس في مركز التوافقيات في جامعة نانكاي في الفترة من 2004 إلى 2007، وفي مركز جون نوبفماخر للتحليل التطبيقي ونظرية الأعداد في جامعة ويتواترسراند.
منصور خبير في الرياضيات المتقطعة وتطبيقاتها. كتب أكثر من 260 بحثاً.

## كتب
- Heubach، Silvia؛ Mansour، Toufik (2010)، Combinatorics of Compositions and Words، Discrete Mathematics and its Applications، Boca Raton, Florida: CRC Press، ISBN:978-1-4200-7267-9، MR:2531482.
- Mansour، Toufik (2013)، Combinatorics of Set Partitions، Discrete Mathematics and its Applications، Boca Raton, Florida: CRC Press، ISBN:978-1-4398-6333-6، MR:2953184.
- Mansour، Toufik؛ Schork، Matthias (2015)، Commutation Relations, Normal Ordering, and Stirling Numbers، Discrete Mathematics and its Applications، Boca Raton, Florida: CRC Press، ISBN:978-1-4665-7988-0.